# Уджиджи
Уджи́джи (Ujiji) — старейший город западной части Танзании. Расположен в 10 км к югу от одноимённого административного центра области Кигома. Входит в состав кигомской городской территории.

## История
В первой половине XIX века занзибарские арабы вели в Уджиджи активную работорговлю и торговлю слоновой костью.

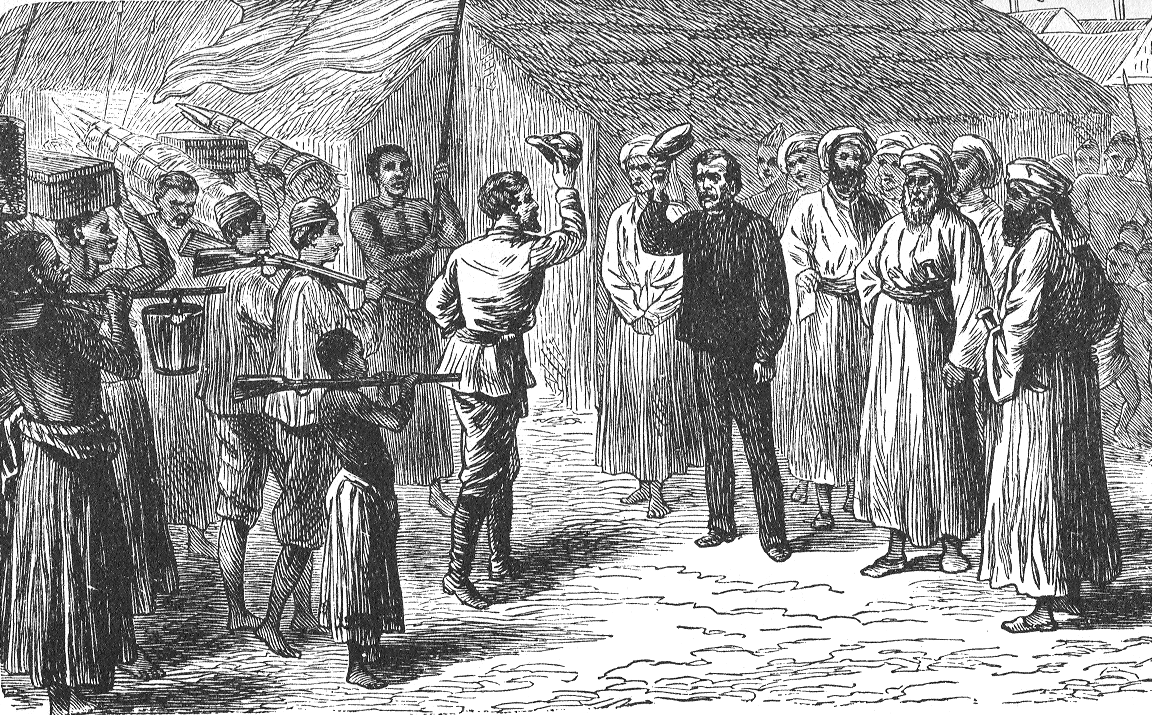
Встреча Стэнли с Ливингстоном в Уджиджи. 1871 год

В 1858 году Уджиджи посетили британские путешественники Р. Ф. Бёртон и Д. Х. Спик, открывшие в его районе озеро Танганьика. 10 ноября 1871 года в Уджиджи произошла встреча считавшегося погибшим Давида Ливингстона и исследователя Генри Стэнли, по легенде произнесшего следующую фразу: «Доктор Ливингстон, я полагаю?» (англ. Dr. Livingstone, I presume?). Ливингстон в своём дневнике дал такое описание прибытия Стэнли: «Когда я совсем пал духом, поблизости оказался добрый самаритянин. Однажды утром [мой слуга] Сузи примчался ко мне со всех ног и выпалил: „Англичанин! Я видел англичанина!“, а затем убежал его встречать. Американский флаг во главе каравана указывал на национальность прибывшего. Тюки с припасами, ванны из олова, огромные чайники, кастрюли, палатки, и т. п. заставили меня подумать: „Это должно быть великолепный путешественник, спокойный и уверенный, в отличие от меня“». В Бурунди распространено мнение, что место встречи двух исследователей находится не в Уджиджи, а в нескольких километрах к югу от Бужумбуры, в Мугере, где расположен монумент Ливингстону — Стэнли. Однако он содержит надпись «LIVINGSTONE STANLEY 25-XI-1871», выполненную путешественниками лишь на 15-й день после начала исследования озера Танганьика. В 1878 году на берегу озера Танганьика, в районе города, развернуло свою деятельность Лондонское миссионерское общество.
В 1902 году в Уджиджи с целью увековечения столь знаменательной встречи был установлен памятник Давиду Ливингстону, а также небольшой музей.